# Västerås Open
Het Västerås Open was een golftoernooi, dat deel uitmaakte van de Europese Challenge Tour. Het werd steeds op de Västerås Golf Club gespeeld.

## Winnaars
- 1990:  Vilhelm Forsbrand
- 1991:  Vilhelm Forsbrand
- 1992:  Joakim Rask (67-65-67)
- 1993:  Niclas Fasth (67-66-64)
- 1994:  Joakim Grönhagen (67-65-68)

In 1992 won rookie Joakim Rask. In 1993 werd zijn eerste kind geboren. In 1996 stond hij wekenlang aan de leiding van de Order of Merit van de Challenge Tour. In 1997 speelde hij op de Europese Tour, maar dat bleek te hoog gegrepen. Hij haalde slechts vijf keer de cut. 
In 1993 won rookie Niclas Fasth, het was zijn eerste overwinning als professional. Hij won drie weken later het Open de Dijon Bourgogne en nog drie weken later het Compaq Open. Negen jaar later speelde hij in de Ryder Cup.
In 1994 won rookie Joakim Grönhagen. Hij was net als Niclas Fasth in 1993 professional geworden en had ook drie toernooien in 1993 gewonnen. Het Västerås Open was echter zijn laatste overwinning. Hij speelde in 1995 op de Europese Tour, maar haalde daar zelfs geen top-10 plaats.